# Magda Portal
Magda Portal, född 27 maj 1900 i Lima, död där 11 juli 1989, var en peruansk feminist och författare.
Hon tillhörde pionjärerna för kvinnorörelsen i Peru. Som författare betraktas hon som en representant för vanguardia-poesin i Peru. Hon var en av grundarna av APRA-partiet.